# تأثير كازيمير

قوى كازيمير على لوحين معدنيين. تقلب الفراغ = Vacuum fluctuation.

تأثير كازيمير (بالإنجليزية: Casimir effect)‏ وقوة كازيمير-بولد هي قوى فيزيائية ناتجة عن المجال الكمومي "quantized field" اكتشفه الفيزيائي الهولندي هندريك كازيمير سنة 1948.
مثال ذلك لوحان معدنيان غير مشحونين موضوعان في الفراغ وتفصلهما مسافة بضع ميكرومترات ولا يؤثر عليهما أي مجال كهرومغناطيسي خارجي. عند دراسة تأثيرالمجالات من الناحية الكلاسيكية يفترض عدم وجود أي قوى بين اللوحين يمكن قياسها (لانعدام وجود مجال خارجي). لكن من ناحية كهروديناميكا الكم فأننا نجد أن اللوحين يتأثران بقوى الفوتونات الافتراضية التي تؤسس المجال خارج اللوحين، وتغلّبها على عدد قليل من الفوتونات الافتراضية المحصورة بين اللوحين فيتجاذبان (عدد الفوتونات الافتراضية بين اللوحين يكون قليلا نظرا لشرط أن تكون الفوتونات الافتراضية ذات أطوال موجة مناسبة بالنسبة للمسافة القصيرة بين اللوحين). إذا كانت اللوحتان مسطحتان ينشأ ضغطا عليهما من الخارج إلى الداخل، يسمى «قوة كازيمير» وقدرها:
{\displaystyle p_{c}={F_{c} \over A}={\frac {\pi ^{2}\hbar c}{240}}\cdot {\frac {1}{d^{4}}}}
حيث:
- {\displaystyle \pi }: ط
- c: سرعة الضوء في الفراغ
- d: المسافة بين اللوحين.
- {\displaystyle \hbar } : ثابت بلانك المخفض

## حسابها
المعادلة أعلاه هي المعادلة التي قام كازيمير باستنباطها نظريا في عام 1948 للوحين متوازيين تفصلهما مسافة قصيرة جدا. فعندما تكون المسافة بين اللوحين 190 نانومتر يبلغ الضغط الواقع عليهما 1 باسكال. وعندما تقل المسافة بين اللوحين إلى 11 نانومتر يصبح الضغط على اللوحين 100 كيلو باسكال (أي ما يعادل 1 ضغط جوي). تزداد القوة بمعدل الأس 4 للمسافة d زيادة كبيرة بقصر المسافة بين اللوحين.
وقد أيدت قياسات عملية أجراها «ستيف لامورو» في سياتل عام 1997 و«عمر محي الدين» و «أنشوري روي» في عام 1998 .
القوة المؤثرة على اللوحين تعتمد على شكليهما؛ فهي قوة «تجاذب» إذا كان اللوحان مستويان، ويكون «تنافر» إذا كانا في هيئة نصف كرة.
وفقًا لهذه الصيغة ، ينتج عن مسافة 190 نانومتر ضغطًا سلبيًا قدره 1 باسكال ، وعند 11 نانومتر تصل إلى 100 كيلو باسكال (1 بار).
إن التوافق الدقيق للقياسات مع هذه النتيجة ليس دليلاً على وجود تقلبات في الفراغ ،  جوزيف كوجنون: تأثير كازيمير وطاقة الفراغ: الازدواجية في التفسير المادي. في: أنظمة قليلة الجسم. 53.1-2 (2012): p. 187.  نسخة محفوظة 2022-04-22 على موقع واي باك مشين.</ref>

```
على الرغم من أن بعض علماء الفيزياء يدعون ذلك.
[
8
]
```

## علاقتها بتمدد الكون
يفسر بعض العلماء قوة كازيمير بأنها هي القوة التنافرية في الكون التي تعمل على تمدد الكون. ويسمّون «طاقة الفراغ» الناتجة من تلك القوة بأنها الطاقة المظلمة.

## تجارب أخرى
(انظر فيديو في كومنز: Water wave analogy to Casimir Effect)

### تأثير كازيمير الديناميكي
في عام 1970 ، اشتق الفيزيائي جيرالد تي مور من نظرية المجال الكمي أن الجسيمات الافتراضية الموجودة في الفراغ يمكن أن تصبح حقيقية عندما تنعكس بواسطة مرآة تتحرك تقريبًا بسرعة سرعة نور. سمي هذا التأثير لاحقًا أيضًا باسم "تأثير كازيمير الديناميكي". تمكن الفيزيائي التجريبي Per Delsing وزملاؤه من جامعة غوتنبرغ من إثبات هذا التأثير في عام 2011.

### عزم الدوران كاسيمير
بالإضافة إلى قوة كاسيمير بين الألواح المتوازية ، يوجد أيضًا عزم الدوران كاسيمير. أُثْبِتَ ذلك في عام 2018 من خلال تجربة التواء الكريستال السائل. كان عزم الدوران الفعال في حدود بضعة أجزاء من مليار نيوتن. متر.